# Palec mały

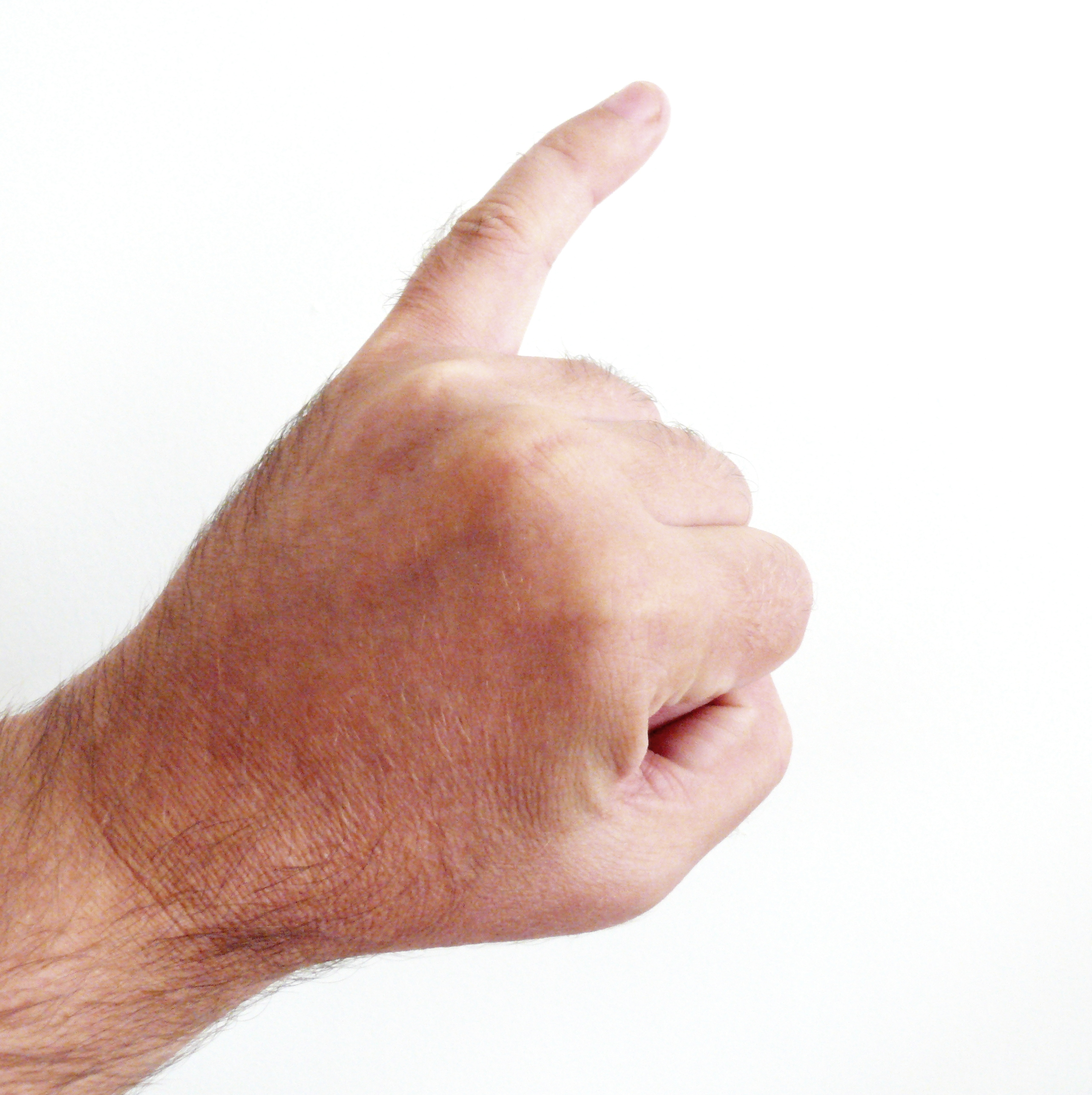
Palec mały lewej ręki

Palec mały in. palec piąty, palec V (łac.  digitus minimus manus) – w anatomii człowieka piąty palec ręki umiejscowiony za palcem serdecznym, po stronie łokciowej dłoni. 

## Układ kostno-stawowy
Palec piąty zbudowany jest z trzech paliczków: bliższego, środkowego oraz dalszego, z których bliższy jest najdłuższy, a dalszy najkrótszy. Za pośrednictwem stawu śródręczno-paliczkowego V łączy się z piątą kością śródręcza, natomiast pomiędzy sobą paliczki łączą się za pośrednictwem dwóch stawów międzypaliczkowych ręki. W 80–100% procentach w stawie śródręczno-paliczkowym V występują trzeszczki.
Stawy palca małego są stawami kulistymi o niepełnej ruchomości, w których możliwe jest jedynie wykonywanie zgięcia i prostowanie w zakresie około 110° oraz przywodzenie i odwodzenie  o największym zakresie przy wyprostowanym palcu, ruch obrotowy jest kombinacją tych czterech ruchów.

## Układ mięśniowy
Palec mały jest kontrolowany przez dziewięć mięśni:
- grupa przednia mięśni przedramienia[5]
  - mięsień zginacz powierzchowny palców
  - mięsień zginacz głęboki palców
- grupa tylna mięśni przedramienia[6]
  - mięsień prostownik palców
  - mięsień prostownik palca małego (może nie występować)
- mięśnie kłębu palca małego[7]
  - mięsień odwodziciel palca małego
  - mięsień zginacz krótki palca małego
  - mięsień przeciwstawiacz palca małego
- mięśnie środkowe dłoni[8]
  - IV mięsień glistowaty ręki
  - III mięsień międzykostny dłoniowy

## Unaczynienie
Palec mały unaczyniony jest od strony grzbietowej przez dwie tętnice grzbietowe palców, które kończą się na wysokości paliczków bliższych, natomiast od strony dłoniowej przez dwie tętnice dłoniowe właściwe palców unaczyniające również paliczki środkowe i dalsze. Tętnice palców przebiegają po ich powierzchniach bocznych, po dwie po każdej stronie i są połączone licznymi zespoleniami, szczególnie w jego opuszce. 
Od strony dłoniowej palca małego krew jest zbierana przez sieć dłoniową palców, która wytwarza na paliczku bliższym żyłę międzygłowową, natomiast od jego strony grzbietowej przez sieć  grzbietową palców uchodzącą do łuku żylnego grzbietowego palca. 

## Unerwienie
Część dłoniowa wszystkich paliczków oraz część grzbietowa paliczka dalszego i częściowo środkowego palca piątego unerwiona jest czuciowo od strony przyśrodkowej przez nerw dłoniowy właściwy przyśrodkowy palca małego odchodzący bezpośrednio od gałęzi powierzchownej nerwu łokciowego, natomiast od strony bocznej nerw dłoniowy właściwy boczny palca małego odchodzący od gałęzi powierzchownej nerwu łokciowego poprzez nerw dłoniowy właściwy palca. Natomiast część grzbietowa paliczka bliższego i częściowo środkowego unerwiona jest czuciowo od strony przyśrodkowej przez nerw grzbietowy przyśrodkowy palca małego natomiast od strony bocznej przez  nerw grzbietowy boczny palca małego odchodzące od gałęzi grzbietowej ręki nerwu łokciowego.

## Rozwój płodowy
Około 7 tygodnia ciąży na płytce pierwotnej ręki promienie palczaste zaczynają oddzielać zgrubienia – zawiązki palców. Kostnienie paliczków rozpoczyna się w obrębie guzowatości paliczka dalszego już w 7–8 tygodniu, natomiast najpóźniej paliczka środkowego w 11–12 tygodniu. Kostnienie palca małego rozpoczyna się najpóźniej ze wszystkich palców dłoni.

## Znaczenie w kulturze
- na palcu małym lewej dłoni nosi się sygnet lub pierścień herbowy (w Polsce mężczyzna nosi je na palcu serdecznym)[16][17]
- członkowie yakuzy w ramach kary za przestępstwa mają odcinany fragment palca małego[18]
- w krajach anglosaskich dzieci czyniąc sobie obietnicę rytualnie trzymają się za małe palce[19]
- dawniej podczas picia herbaty z filiżanki odginano palec mały jako znak dobrego wychowania, obecnie takie zachowanie jest uważane za poprawne tylko przy piciu z czarki[20]